# Як-28
Як-28 («изделие 28», по кодификации НАТО: Brewer — «Пивовар») — советский многоцелевой сверхзвуковой реактивный военный самолёт.
Первый полёт совершил 5 марта 1958 года. Первый в СССР крупносерийный сверхзвуковой фронтовой бомбардировщик. Выпускался в модификациях фронтового бомбардировщика, перехватчика, разведчика, самолёта РЭБ, учебно-тренировочного самолёта.
В модификации бомбардировщика предназначался для доставки тактического ядерного оружия.

## История создания
Самолёт был создан на базе Як-26.
К моменту завершения испытаний Як-26 правительством была поставлена задача по разработке на его базе реактивного бомбардировщика. Он должен был стать двухместным, иметь взлётную массу от 12 до 13 т, достигать скорости 1500—1600 км/ч, дальность с нагрузкой 1,2 тонн (максимальная 3 т) бомб — 2200—2400 км, практический потолок — 16—17 км, длина разбега — 1000 метров и пробега — 1100 метров.
Опытный самолёт, с двигателями Р11А-300, был построен в 1957 году с использованием агрегатов планера серийного Як-26. 5 марта 1958 года самолёт Як-28 совершил первый полёт. На этапе заводских испытаний выяснилось, что самолёт в основном соответствует предъявлявшимся к нему требованиям, за исключением дальности, максимальное значение которой было на 400 км меньше заданной.
Вторую опытную машину также собрали, переделав серийный Як-26, от первой машины он отличался двигателями с увеличенной тягой на форсаже и рядом других доработок.
Вскоре последовало решение о запуске самолёта в серийное производство на авиазаводе в Иркутске. Як-28 стал первым в СССР крупносерийным сверхзвуковым фронтовым бомбардировщиком. Самолёт серийно выпускался с 1960 по 1971 год. Всего было выпущено 1180 самолётов (среди них наибольшее количество приходилось на версию истребителя-перехватчика Як-28П). На экспорт Як-28 не поставлялся.
Серийный Як-28Б впервые был продемонстрирован публике на авиационном параде в Тушине в 1961 году.
Як-28Р превосходил МиГ-21Р в универсальности применения, а самолёт РЭБ Як-28ПП по надёжности превзошёл более поздние Су-24МП.

## Конструкция
Самолёт построен по схеме свободнонесущего высокоплана, со стреловидным крылом и оперением.
Шасси велосипедного типа, с передней и задней подфюзеляжными стойками и парой дополнительных поддерживающих стоек на законцовках крыла, причём задняя стойка существенно короче передней, и стояночный угол самолёта составляет +6 градусов. Двигатели расположены в мотогондолах под крылом.
Планер
Фюзеляж — полумонокок круглого сечения, к хвостовой части переходящий в овал. Силовой набор состоит из 42 шпангоутов, дополнительных полушпангоутов, балок, лонжеронов и стрингеров. Обшивка фюзеляжа — из листовых алюминиевых сплавов: дюралюминия Д16ТВ и высокопрочного сплава В95ТВ.
В передней части находится кабина штурмана, отсек оборудования, кабина лётчика и отсек для передней стойки шасси. Кабины лётчика, штурмана и передний технический отсек образуют единый гермоотсек. В центральной части самолёта расположен центроплан, бомбовый отсек (шпангоуты № 17 — № 29), отсек задней стойки шасси и топливные баки. В задней части находится отсек оборудования и отсек тормозного парашюта. За кабиной расположен гаргрот, который переходит в форкиль. В гаргроте находятся тяги управления рулями, электропроводка и трубопроводы. На всех модификациях, кроме перехватчика, штурман находился впереди лётчика, в кабине с застеклённым носом. На Як-28П лётчик и штурман располагались друг за другом, их рабочие места закрывал общий сдвижной фонарь, а в носовой части находился радиопрозрачный обтекатель РЛС. В качестве кресел экипажа установлены катапультные кресла К-5МН и К-7МН, соответственно, первое у лётчика, второе — у штурмана. На кресле К-7МН была надувная подушка в чашке кресла, приподнимающая штурмана, для удобства работы с бомбовым прицелом. Минимальная высота катапультирования составляет 150 м.
На самолёте высокорасположенное стреловидное крыло (угол стреловидности по 1/4 хорд — 45°) с продольным набором из трёх лонжеронов, поперечным из 35 нервюр и обшивкой из дюраля Д16ТВ. Угол установки крыла составляет +2°, угол поперечного «V» по переднему лонжерону −6°. Крыло имеет переменную толщину и набрано из симметричных профилей ЦАГИ типа П-53 и С12-С.
Состоит из центроплана, который образует единое целое с фюзеляжем, и двух отъёмных консолей. Крыло оснащено элеронами с весовой и аэродинамической компенсацией и выдвижными закрылками с пневмоприводом. На левом элероне установлен триммер. Между мотогондолой и фюзеляжем машины установлены по одному аэродинамическому гребню. В концевой части крыла имеется по обтекателю крыльевых опор шасси, а также воздушные баллоны, одновременно выполняющие роль противофлаттерных грузов.
Оперение стреловидное, состоит из двухлонжеронного киля с рулём направления, подкилевого гребня, переставного стабилизатора имеющего руль высоты и установленного на киле. Стреловидность горизонтального оперения по линии 1/4 хорд — 55°, вертикального — 54°. Переставной стабилизатор управлялся лётчиком вручную и использовался для балансировки на различных режимах полёта, а также для компенсации при смещении фокуса в сверхзвуковом полёте.
На самолёте оригинальное шасси велосипедного типа, состоящее из носовой и задней двухколёсных основных стоек, которые убираются в фюзеляжные ниши, и дополнительных подкрыльевых опор на законцовках крыла. Передняя опора — управляемая, при рулении её колёса могут поворачиваться на угол ±40°. Основные опоры шасси оснащены азотно-гидравлическими амортизаторами, подкрыльевые стойки — пружинными азотно-гидравлическими амортизаторами. Колёса передней опоры типа КТ-82/2 и задней опоры типа КТ-61/3. Все колёса основных опор — тормозные с антиюзовой автоматикой. Колея шасси по подкрыльевым стойкам — 10,72 м, база шасси — 7,76 м.
Для сокращения длины пробега используется щелевой тормозной парашют ПТ5510-58 с площадью купола 19 м², отсек которого расположен в хвостовой части самолёта.
Силовая установка состоит из 2 ТРДФ Р11АФ-300 (позже Р11АФ2-300) — модификации двигателя, установленного на ранних сериях самолёта МиГ-21, и отличающегося от прототипа верхним расположением коробки агрегатов. Автоматика двигателя в значительной мере аналогична применяемой на самолётах типа МиГ-21 (автоматика запуска, система кислородной подпитки, противообледенительная система). На входе мотогондол находится сверхзвуковой воздухозаборник с регулируемым конусом.
Топливная система. Запас топлива Т-1 или ТС размещался в 6 топливных баках, ёмкость которых различна на разных модификациях самолёта (7375 литра на Як-28Л). Также могли подвешиваться дополнительно два подвесных бака под крылом суммарной ёмкостью 2100 литров.
Гидравлическая система Як-28 состоит из двух автономных систем: ГС силовых цилиндров и ГС управления самолётом. Гидросистема силовых цилиндров обслуживает управление конусами воздухозаборников и створками реактивных сопел, закрылками, выпуск и уборку шасси, управление створками бомбоотсека, положением стабилизатора и демпферами сухого трения. Гидросистема управления самолётом разделена на основную и дублирующую и обслуживает бустеры руля высоты и элеронов, рулевой агрегат РА-5В и бустер поворота колёс передней опоры шасси.
Воздушная система обеспечивает работу механизма управления поворотом передней опоры шасси, выпуск тормозного парашюта, работу систем торможения колёс и перезарядки пушки. Состоит из основной и аварийной систем. Аварийная предназначена для выпуска шасси, закрылков, тормозного парашюта, открытия створок бомболюка, а также торможения колёс в аварийных ситуациях.
Электрооборудование. Первичная сеть постоянного тока. Источниками служат два стартёр-генератора, установленные на двигателях, и две серебряно-цинковых аккумуляторных батареи 15СЦС-45. Питание радиооборудования переменным током обеспечивают электромашинные однофазные преобразователи ПО-3000 и ПО-1500, а пилотажно-навигационных приборов — трёхфазный преобразователь ПТ-500Ц.
Управление самолётом бустерное, в канале РН — механическое. В канале курса установлен автомат курса АК-2А, призванный компенсировать разворачивающий момент при отказе одного двигателя. Установлен электрический автопилот — АП-28К1.
Фотооборудование и средства разведки. Для фоторазведки на самолёт Як-28Р устанавливались различные типы оборудования в пяти различных вариантах комплектации. Вариант № 1 — комплект аэрофотоаппаратов АФА-54 в автоматических качающихся установках и АФА-42/20 для дневной съёмки с малых высот. Вариант № 2 — щелевые фотоаппараты АЩАФА-8 и АФА-42/20. Вариант № 3 — фотоустановка ТАУ-М с АФА-41/10 для топографической съёмки с больших и средних высот. Вариант № 4 — НАФА-Я7 с импульсно-осветительной установкой СОУ-2 для ночной аэрофотосъёмки. Вариант № 5 — станция «Ромб-4А» для общей радиотехнической разведки с дальностью действия 365 км при полёте на высоте 10 км (на высоте 4 км — 250 км) и максимальным сектором обзора ±50°.
На Як-28БИ в грузовом отсеке устанавливалась РЛС бокового обзора «Булат». Приёмопередающий блок с антенной разместили в гондоле, которая при картографировании местности автоматически выдвигалась вниз. Картографирование производилось в условиях прямого полёта на малых и средних высотах в полосе шириной 15 км с любого борта.
На некоторые самолёты взамен РЛС «Инициатива-2» устанавливался телевизионный авиационный разведывательный комплекс ТАРК-1, который передавал картинку телевизионного изображения на наземный командный пункт, с одновременной фотосъёмкой на плёнку шириной 190 мм.
Иногда на самолётах монтировалось специальное оборудование для ведения радиационной разведки.
Радиооборудование
На самолёте устанавливалась БРЛС «Инициатива-2», «Инициатива-2Р» или «Инициатива-3» (на разведчиках также стояла РЛС бокового обзора «Булат»), УКВ-радиостанция РСИУ-5, КВ-радиостанция «Призма-3», система ближней навигации и посадки РСБН-2С «Свод», автоматический радиокомпас АРК-10, маркерный приёмник МРП-56П, радиовысотомер РВ-17, ответчик системы опознавания СРО-2М, навигационный ответчик дальности СОД-57М, станция предупреждения об облучении «Сирена-3», самолётное переговорное устройство СПУ-7. Часть самолётов оборудовалась радиодальномерной станцией ДБС-2С «Лотос».
Системы РЭБ
На постановщиках помех стояли станции «Фасоль» (СПС-5-28), «Сирень-ФШ» (в вариантах СПС-141, СПС-142, СПС-143) и «Букет» (в вариантах СПС-22-28, СПС-44-28, СПС-55-28). Эти станции (кроме «Сирени») и вспомогательное оборудование устанавливались на опускаемом спецконтейнере в грузоотсеке. Пассивные средства РЭБ — «Автомат-2И» (КДС-19) с двумя балками, устанавливаемыми в нижней части мотогондол. Устройство предназначалось для создания помех путём сброса дипольных отражателей из металлизированного стекловолокна. Автомат сброса ИК-ловушек — АСО-2И.
Системы вооружения.
Оптический бомбовый прицел — ОПБ-115 (впоследствии устанавливали более совершенный ОПБ-116). Стрелковый прицел типа ПКИ.
Пушечное вооружение — одна пушка справа спереди НР-23, в дальнейшем заменённая на ГШ-23, с боезапасом в 50 патронов.
Бомбовое вооружение располагалось в грузоотсеке в фюзеляже. Нормальная загрузка до 1200 кг, максимальная до трёх тонн, включая одну бомбу ФАБ-3000. Бомбы небольшого калибра вешались на кассетном держателе КДЗ-226, калибром свыше 500 кг — на балочном держателе БД-4. Грузовой отсек оборудован системой терморегулирования, которая необходима для ядерных боеприпасов.
На перехватчиках пушечное вооружение не устанавливалось. На самолёт подвешивались две ракеты «воздух-воздух» Р-8М-1 с полуактивной системой наведения и радиолокационный прицел «Орёл-Д». В дальнейшем машину довооружили ракетами Р-3С.
Самолёты вначале были окрашены «серебрянкой», в дальнейшем на ремонтных заводах стали перекрашиваться в трёхцветный камуфляж, низ голубой. Приборные доски экипажа — чёрные.

## Модификации
| Название модели   | Краткие характеристики, отличия. |
| ----------------- | --- |
| Як-129 (Як-28-1)  | Первый опытный самолёт, оснащённый двигателями Р-11А-300 (тяга на форсаже 4850 кгс). Переделан из мелкосерийного Як-26. Первый полёт в 1958 году. |
| Як-28-2           | Второй опытный самолёт с двигателями Р-11АФ-300 (тяга на форсаже 5750 кгс). Переделан из Як-26. Также была построена полностью аналогичная второй третья машина Як-28-3. |
| Як-28             | Фронтовой бомбардировщик «изд. Б», по конструкции аналогичен второй опытной машине Як-28-2. Построена небольшая партия на Новосибирском авиазаводе. |
| Як-28-64 (Як-28Н) | Опытный перехватчик. Отличался размещением 2 двигателей Р-11Ф2-300 в фюзеляже и составом оборудования. Оснащался системой вооружения К-28П (2 ракеты Х-28). В августе 1964 года переоборудован 1 Як-28П. Испытания прекращены как бесперспективные. |
| Як-28-80          | Перехватчик с РЛС «Орёл» (проект). Отличался двигателями Р-21-300. Вооружение состояло из 2 ракет К-80. |
| Як-28Б            | «изд. 28Б» — модификация бомбардировщика Як-28 с системой наведения «Лотос» и БРЛС «Инициатива». Строился серийно в Иркутске с 1960 года. |
| Як-28БИ           | Машина для картографирования местности, оснащалась РЛС бокового обзора «Булат». |
| Як-28И            | «Изд. 28И», «Инициатива». Модификация бомбардировщика с комплексной системой управления вооружением в составе: БРЛС «Инициатива-2», оптического прицела ОПБ-116 и автопилота АП-28К. В Иркутске построено 223 серийных самолёта. Был принят на вооружение. |
| Як-28ИМ           | Доработка серийного Як-28И № 4940503 под расширенную систему вооружения в 1973 году. Работы прекращены ввиду бесперспективности. |
| Як-28Л            | «Изд. 28Л», «Лотос» . Модификация бомбардировщика с радиокомандной разностно-дальномерной системой наведения ДБС-2С «Лотос». Сменил в производстве Як-28Б. Серийно построено 111 машин. На вооружение официально не принимался. |
| Як-28Н            | Переделка серийного Як-28И под систему вооружения К-28П. Несмотря на успешные испытания, серийно не строился. |
| Як-28П            | («изд. 40», в войсках получил клички «Птеродактиль» и «Расчёска»; кодификация НАТО: Firebar). Истребитель-перехватчик с системами вооружения К-8М-1 и К-98. Самолёт строили в Новосибирске с 1962 года, испытания самолёта продолжались до 1965 года, производство завершено в 1967 году. Построено 435 машин. В процессе производства несколько раз подвергался изменениям и доработкам. Официально на вооружение не принимался. |
| Як-28ПД           | Доработанный. Отличался составом оборудования. |
| Як-28ПМ           | Модернизированный. Отличался двигателями Р-11АФ3-300. Разработан в 1962 году. Серийно не выпускался. |
| Як-28ПП           | Самолёт РЭБ «изд. 28ПП», 1970 год. В фюзеляже «ПП» разместили комплекс средств РЭБ (станции «Букет», «Стрела», «Фасоль-1», «Сирень») и доплеровский измеритель путевой скорости и угла сноса ДИСС-ЗА «Стрела» с доработанным под него навигационно-вычислительным устройством НВУ-ВИ2. Также на борт устанавливались системы постановки пассивных помех: АСО-2И (отстрел ИК-патронов), КДС-19 (дипольные отражатели). На подкрыльевых БД подвешивались два блока УБ-16-57УМ с 57-мм НАР С-5П (ПАРС-57). Модификация Як-28ПП последней была снята с вооружения. |
| Як-28Р            | Самолёт-разведчик «изд. 28Р», не имел вооружения, за что был прозван «голубь мира». |
| Як-28СР           | Самолёт-разведчик «изд. 28СР», дополненный станцией активных помех СПС-141 (или СПС-143). Испытания в 1970 году. Выпускался серийно. |
| Як-28РР           | Радиационный разведчик «изд. 28РР» с фильтрогондолами. |
| Як-28У            | («изд. 28У», кодификация НАТО: Maestro). 1964 год. Учебный самолёт. Проектирование «спарки» велось под шифром Як-129У. На месте кабины штурмана заново спроектирована кабина инструктора, в грузоотсеке установили дополнительный бак на 1350 литров. Самолёт серийно строился в Иркутске, построено 183 машины. |
| Як-28УРП          | Перехватчик с твердотопливными ускорителями для увеличения скорости полёта. Переоборудован 1 Як-28П. |

## Состоял на вооружении
- СССР — эксплуатировался вплоть до распада страны в 1991 году
- Россия — 40 Як-28Р и Як-28ПП состояли на вооружении до 1993 года
- Украина — 35 Як-28ПП и Як-28У состояли на вооружении 118‑го отдельного авиаполка радиоэлектронной борьбы (Чортков)[6]. Эксплуатировались до второй половины 1994 года, после чего их перегнали на базу хранения и разделки авиатехники в Овруче[7].
- Беларусь — 26 Як-28ПП состояли на вооружении 151-го отдельного авиаполка радиоэлектронной борьбы (Щучин)[2][8]. Полк был расформирован в 1992 году, а самолёты передали в 558-й авиаремонтный завод в Барановичи.
- Туркменистан — некоторое количество Як-28П в составе 31-й отдельной смешанной авиационной эскадрильи (г. Туркменабад)[9]. Снят с вооружения.

## Эксплуатация
Различные модификации Як-28 стояли на вооружении на всей территории СССР, а также в Западной группе войск, в Польской Народной Республике и ГДР, в частях разведывательной авиации, истребительно-бомбардировочной и авиации ПВО до 1992 года (в ВВС Украины — до 1994 года).
Несмотря на довольно большое количество построенных (и эксплуатировавшихся в строевых частях) самолётов, официально на вооружение он принят так и не был, отчасти потому, что во время одного из демонстрационных полётов Государственной комиссии произошла катастрофа — самолёт разрушился при полёте на сверхзвуке. На экспорт Як-28 не поставлялся.
6 апреля 1966 года на Як-28П (668-й бомбардировочный авиационный полк в/ч 23330, Финов, ГДР) совершили подвиг капитан Борис Капустин и старший лейтенант Юрий Янов. Ценой своих жизней лётчики отвели самолёт с отказавшими двигателями от жилого массива г. Западный Берлин. Посмертно герои были награждены орденами Красного Знамени, о подвиге Капустина и Янова была написана популярная песня «Огромное небо». Тела Капустина и Янова вместе с обломками самолёта были подняты из озера Штёссензе британскими войсками. Британцы сняли с Як-28 антенну БРЛС «Орёл-Д» и подвергли её тщательному изучению.
17 декабря 1968 года Як-28 Липецкого авиацентра из-за неисправности двигателей потерпел крушение на пустыре на окраине Липецка. Пилот С. М. Шерстобитов и штурман Л. А. Кривенков, пожертвовав своими жизнями, увели самолёт от центра города.
В 1973—1974 годах в ГК НИИ ВВС была проведена специальная работа по обобщению материалов всех тяжёлых лётных происшествий с Як-28, затем была разработана программа лётных экспериментов, в которых повторялись обстоятельства катастроф. В результате проведённых испытаний было признано, что причиной большинства катастроф следует считать человеческий фактор.
1 октября 1974 года в Хибинах пропал без вести Як-28П с пилотом старшим лейтенантом Александром Ледяевым и штурманом капитаном Юрием Саенко. Место катастрофы было обнаружено лишь в 2011 году.
9 ноября 1975 года бомбардировщики Як-28 668-го БАП (к тому времени полк был выведен из ГДР и перебазирован в г. Тукумс, Латвия) принимали участие в преследовании БПК «Сторожевой», команда которого оказала вооружённое проявление неподчинения. Три самолёта вышли на цель, причём каждый на свою: один из бомбардировщиков по ошибке атаковал советский сухогруз, шедший из Вентспилса в Финляндию и повредил его осколками бомб, в результате бомбометания другого самолёта две бомбы взорвались вблизи кормы БПК «Сторожевой» и корабль из-за повреждения руля застопорил ход.
9 сентября 1981 года майор Анашкин и капитан Волков погибли, уводя свой падающий Як-28 от города Арсеньев.
Як-28 в модификации самолёта-разведчика ограниченно использовался во время Афганской войны 1979—1989 годов.
15 апреля 1987 года Як-28Р (87-й отдельный разведывательный авиационный полк). Экипаж — командир старший лейтенант М. Чистеев, штурман капитан С. В. Поваренков, выполнял задание по разведке местности южнее Мазари-Шарифа. В районе кишлака Рахмат-Абад самолёт был поражён ракетой ПЗРК «Блоупайп», экипаж катапультировался. Поиск экипажа вёлся нескоординированно, оба лётчика попали в плен и были убиты моджахедами. В нарушение требований экипажу не было выдано табельное оружие.
В эксплуатации самолёт оказался достаточно сложным и в значительной степени отказным, несмотря на почти полное отсутствие какой-либо автоматики. На протяжении всей эксплуатации машины действовала масса ограничений, в том числе был запрещён сложный пилотаж и штопор. Из-за несинхронного розжига, а также периодического самовыключения форсажа разрешался взлёт только на максимальном бесфорсажном режиме работы двигателей (МБФР) и включение форсажей после взлёта, так как при выключении форсажа на взлёте возникал значительный разнотяг, неминуемо приводивший к катастрофе. Для предотвращения этого явления на самолёт установили систему — автомат курса АК-2А, который в случае появления разнотяга двигателей автоматически отклонял руль направления, парируя разворот самолёта в сторону отказавшего двигателя. На практике автомат курса оказался ненадёжен, и из-за его ненормальной работы произошло немало катастроф. Долгое время вызывала нарекания система выпуска закрылков, которая развивала недостаточное усилие, и иногда один из закрылков на посадке выпускался не до конца. Проблема впоследствии была решена установкой более мощного гидропривода.
Тем не менее, самолёт пользовался уважением в среде авиаторов. Особый восторг вызывала впечатляющая тяговооружённость — при взлёте без вооружения, после розжига форсажей, самолёт мог набирать высоту практически вертикально.
Фюзеляж самолёта оказался достаточно слаб и при полной загрузке деформировался, при этом невозможно было закрыть фонари. Поэтому приходилось сначала сажать лётчика и штурмана, закрывать кабины и только потом заправлять самолёт и подвешивать боеприпасы (при подвеске бомб большого калибра это было обязательно). Кроме того, малый просвет между фюзеляжем и бетонным покрытием аэродрома не позволял подвешивать бомбы крупного калибра. Пришлось строить на стоянках специальные закрывающиеся «ямы», либо устанавливать самолёт на подъёмники.

## Тактико-технические характеристики

### Технические характеристики
- Экипаж: 2 человека
- Длина: 20,02 м
- Размах крыла: 11,78 м
- Высота: 4,3 м
- Площадь крыла: 35,25 м²
- Масса нормальная взлётная: 14 600 кг
- Длина разбега при нормальном взлётном весе: 1150 м
- Масса максимальная взлётная: 16 500 кг
- Длина разбега при максимальном весе: 1550 м
- Двигатели: 2 х Р11АФ2-300 с тягой 4690 кгс (на форсажном режиме 6100 кгс) каждый
- Стояночный угол самолёта: 5 градусов
- Угол установки крыла: 2 градуса

### Лётные характеристики
- Максимальная скорость (согласно гос. испытаниям): 1830 км/ч
- Дальность полёта: 2070 км
- Практический потолок: 15 300 м
- Скорость отрыва: 270-280 км/ч
- Максимальная продолжительность полёта: 2 часа 46 минут

### Вооружение
- Пушка: 1 × 23 мм НР-23 (в дальнейшем 2 × 23 мм ГШ-23Я)
- Бомбы:
  - максимальная бомбовая нагрузка самолёта в бомбардировочном варианте — 3000 кг (1 бомба ФАБ-3000)
- Ракеты:
  - ракетное вооружение самолёта-перехватчика — система К-8М-1, 2 ракеты Р-8М-1 и 2 ракеты Р-ЗС

## Сохранившиеся экземпляры
| Изображение | Тип     | Бортовой номер | Местонахождение                                                                        |
| ----------- | ------- | -------------- | -------------------------------------------------------------------------------------- |
|             | Як-28   | 44             | Центральный музей Военно-воздушных сил РФ, Монино, Московская область                  |
|             | Як-28П  | 52             | Музей техники Вадима Задорожного, Архангельское, Московская область                    |
|             | Як-28   | 80             | Иркутский авиационный завод, Иркутск, Иркутская область                                |
|             | Як-28ПП | 59             | Военно-исторический музей Воздушных сил Вооружённых Сил Украины, Винница, Украина      |
|             | Як-28Б  | 28             | Луганский авиационно-технический музей, Украина                                        |
|             | Як-28   | н/д            | пгт. Шпиков, Винницкая область, Украина                                                |
|             | Як-28   | 05             | пгт. Вапнярка, Винницкая область, Украина                                              |
|             | Як-28Р  | 20             | памятник Герою Советского Союза И. Д. Чулкову, с. Мариновка, Одесская область, Украина |
|             | Як-28У  | 03             | Государственный музей авиации, Киев, Украина                                           |
|             | Як-28   | н/д            | Технический музей имени Г. К. Сахарова, Тольятти                                       |
|             | Як-28Л  | н/д            | Барнаульский юридический институт, Барнаул, Алтайский край                             |
|             | Як-28Р  | 22             | Рижский музей авиации, Латвия                                                          |
|             | Як-28   |                | военный аэродром г. Черняховск, Калининградская область                                |
|             | Як-28Р  | 22             | пос. Хвойный (Санкт-Петербург)                                                         |
|             | Як-28Р  | 91             | Музей авиации Финовфурт, аэродром Финов, Германия                                      |
|             | Як-28ПМ | 05             | г. Североморск (Мурманская область)                                                    |